# Жоржињо Путинати
Жоржињо Путинати (23. август 1959) бивши је бразилски фудбалер.

## Каријера
Током каријере играо је за Палмеирас, Коринтијанс Паулиста, Гремио Порто Алегре, Сантос и многе друге клубове.

## Репрезентација
За репрезентацију Бразила дебитовао је 1983. године. За национални тим одиграо је 16 утакмица и постигао 2 гола.

## Статистика
| Бразил | Бразил | Бразил |
| Год.   | Ута.   | Гол.   |
| ------ | ------ | ------ |
| 1983   | 12     | 2      |
| 1984   | 0      | 0      |
| 1985   | 4      | 0      |
| Укупно | 16     | 2      |